# Cautor minutulus
Cautor minutulus is een slakkensoort uit de familie van de Triphoridae. De wetenschappelijke naam van de soort is voor het eerst geldig gepubliceerd in 1974 door Kosuge.